# Симон, Эжен
Эже́н Симо́н (фр. Eugène Simon, 30 апреля 1848, Париж — 17 ноября 1924, Париж) — французский арахнолог, карцинолог и орнитолог. В 2007 году Международное арахнологическое общество (англ. International Society of Arachnology) учредило премию Эжена Симона, присуждаемую за выдающиеся достижения.
Описал около 3700 видов пауков (больше, чем кто-либо в мире).

## Биография
Эжен Симон получил домашнее образование. В ходе научных поездок работал в Испании (1865, 1868), Алжире (несколько поездок в период 1882—1885), Венесуэле (1887—1888), Египте (1889), на Филиппинах (1890), Цейлоне (1892), а также на территории современной ЮАР — в Капской колонии и Трансваале (1893).
В 1875, 1887 и 1901 годах был президентом Энтомологического общества Франции, а в 1882 году — президентом Зоологического общества Франции.
Наряду с пауками, насекомыми и ракам Симон собирал также птиц. Особенно он интересовался колибри (Trochilidae). Он описал несколько видов и подвидов колибри и систематизировал их в роды Anopetia, делаландовых колибри (Stephanoxis)‌, колибри-хаплофедий (Haplophaedia) и Taphrolesbia. Его новаторской работой о колибри стала книга Histoire naturelle des Trochilidae (1921).